# Thornley (Wolsingham)
Thornley – wieś w Anglii, w hrabstwie Durham, w rejonie Weardale. Leży 17 km na zachód od miasta Durham i 375 km na północ od Londynu.